# Hoher Kopf (Schweigen-Rechtenbach)
Hoher Kopf ist ein 497 m ü. NHN hoher Berg in der Region Mundatwald, einem südlichen Teil des Pfälzerwaldes in Rheinland-Pfalz.

## Geographie

### Lage
Der Hohe Kopf liegt auf der Gemarkung der südpfälzischen Gemeinde Schweigen-Rechtenbach mehrere Kilometer nordwestlich von deren Siedlungsgebiet. Über seine Nordflanke führt die Grenze zur Ortsgemeinde Oberotterbach.

### Naturräumliche Zuordnung
1. Großregion 1. Ordnung: Schichtstufenland beiderseits des Oberrheingrabens
2. Großregion 2. Ordnung: Pfälzisch-saarländisches Schichtstufenland
3. Großregion 3. Ordnung: Pfälzerwald
4. Region 4. Ordnung (Haupteinheit): Wasgau
5. Region 5. Ordnung: östlicher Teil des Wasgaus

## Charakteristika
Beim Hohen Kopf handelt es sich um eine prägnante Bergkuppe eines langgezogenen Höhenrückens, der sich von der Hohen Derst bis  ins Lautertal hinabzieht. Der Hohe Kopf ist vollständig bewaldet. Der Gipfel ist ausschließlich über Schneisen oder Trampelpfade erreichbar.

## Wanderwege
Entlang seiner Ostflanke verlaufen der Prädikatswanderweg Pfälzer Weinsteig und der Saar-Rhein-Weg. Über seine Südflanke führt der Saar-Pfalz-Weg. Potentieller Ausgangspunkt sind Parkplätze in Schweigen-Rechtenbach.